# Fernley
Fernley est une ville du comté de Lyon dans l'État du Nevada aux États-Unis.
La population était de 19 368 habitants en 2010.